# Silver River
Silver River is een Amerikaanse western uit 1948 onder regie van Raoul Walsh.

## Verhaal
Kapitein Mike McComb wordt tijdens Amerikaanse Burgeroorlog oneervol ontslagen uit het noordelijke leger. Hij reist naar Nevada, waar hij een nieuw leven begint als een gewiekst zakenman. Hij wordt er ook verliefd op Georgia Moore. Door toedoen van McComb wordt haar man vermoord door indianen. Als McComb vervolgens haar hand vraagt, wijst ze hem af.

## Rolverdeling
| Acteur          | Personage       |
| --------------- | --------------- |
| Errol Flynn     | Mike McComb     |
| Ann Sheridan    | George Moore    |
| Thomas Mitchell | John Plato Beck |
| Bruce Bennett   | Stanley Moore   |
| Tom D'Andrea    | Pistol          |
| Barton MacLane  | Banjo           |
| Monte Blue      | Buck            |
| Jonathan Hale   | Majoor Spencer  |
| Al Bridge       | Sam Spade       |
| Arthur Space    | Majoor Ross     |